# محمود مرعي
محمود أحمد مرعي سياسي سوري ومرشح سابق في الانتخابات الرئاسية السورية 2021.

## سيرته
ولد في سوريا، بلدة تلفيتا، أحد مناطق ريف دمشق، وحصل على إجازة في الحقوق عام 1993 من جامعة دمشق في سوريا. أسس مع آخرين «المنظمة العربية لحقوق الإنسان» وترأس مجلس إدارتها عام 2010. أصبح عضوا في المكتب السياسي لحزب الاتحاد الاشتراكي العربي الديمقراطي في سوريا؛ ثم أسس لاحقا تيار «سوريون من أجل الوطن» في نفس عام استقالته. أصبح في عام 2014 أمينا عاما لهيئة العمل الوطني الديمقراطي في سوريا. مثل مرعي ما يُسمى بـ«معارضة الداخل» في لقاءين بموسكو بين الحكومة السورية وأطياف المعارضة. كما شارك ضمن وفد المعارضة في لقاءات عديدة من الحوار السياسي السوري بجنيف.

## مناصبه
- الأمين العام للجبهة الديمقراطية المعارضة السورية.
- أمين عام هيئة العمل الوطني الديمقراطي.
- رئيس المنظمة العربية السورية لحقوق الإنسان.
- عضو وفد معارضة الداخل المفاوض في جنيف.

## الانتخابات الرئاسية السورية 2021
ترشح محمود مرعي للانتخابات بطلب ترشح رسمي في 26 أبريل 2021، ليُصبح المرشح الثاني أمام بشار الأسد في الانتخابات الرئاسية السورية 2021.